# Raycom Media
Raycom Media Inc. war ein US-amerikanisches Medienunternehmen.

## Überblick
Raycom Media Inc. war gesellschaftsrechtlich eine "Delaware Corporation" mit operativem Sitz im RSA Tower in Montgomery im Bundesstaat Alabama. Das Unternehmen beschäftigte 3500 Mitarbeiter (Stand März 2009) und befand sich im Besitz des Retirement Systems of Alabama (RSA), eines Pensionsfonds der Angestellten des Bundesstaates Alabama. Präsident und CEO war Paul McTear.

## Geschäftsfelder
Raycom betrieb in eigener Verantwortung oder als Lizenzgeber eine der größten Gruppen lokaler und regionaler Fernsehsender in den USA. Sie bestand aus 46 Sendern in 35 Vermarktungsregionen (designated market areas) in 18 Bundesstaaten (Stand 2008).
Darüber hinaus vertrieb Raycom syndizierte Programme. Das bedeutet, dass Raycom für die nichtlokalen Programmanteile, beispielsweise die nationalen Fernsehshows und Sportereignisse, Ausstrahlungsrechte von den großen Sendernetzwerken des Landes, wie CBS, NBC oder FOX erwarb und an die jeweils mit einem dieser Netzwerke vertraglich verbundenen lokalen Affiliates als Lizenznehmer der Raycom gehörenden Sendeanlagen weiterverkaufte. Bei einigen Regionalligen (wie der Atlantic Coast Conference, ACC) produzierte Raycom die Übertragung auch selbst und syndizierte sie dann weiter.
Des Weiteren organisierte Raycom Show- und Sportveranstaltungen und bot informationstechnische Unterstützung sowie das Gestalten und Hosten von Internetseiten an.

## Tochterunternehmen
Zur Raycom-Gruppe gehörten neben den Senderbetriebsgesellschaften insbesondere die Tochterunternehmen:
- Raycom Sports: syndiziert Übertragungsrechte für Sportereignisse. Hauptsitz in Charlotte (North Carolina), Niederlassungen in Sacramento (Kalifornien) und Mobile (Alabama).
- Broadview Media und Raycom Postproduction in Los Angeles
- CableVantage in Columbia (South Carolina)

## Geschichte
Ursprung der Gruppe war das 1992 von Bert Ellis gegründete Unternehmen Ellis Communications. Dieses betrieb bereits bis zu 13 Fernseh- und zwei Radiostationen. 1994 übernahm Ellis die bereits 15 Jahre bestehende Sportmarketingagentur Raycom Sports (siehe Unterkapitel Raycom Sports). 1996 übernahm ein von der Pensionskasse Retirement Systems of Alabama finanziertes Medienunternehmen Ellis Communications und fusionierte es mit der wenige Monate zuvor der Aflac-Versicherung abgekauften Rundfunksparte zur Raycom Media. 1998 fusionierte Raycom Media mit Malrite Communications, die im Mittleren Westen und Süden des Landes fünf Sender betrieben. Im August 2005 vereinbarte Raycom die – dann bis Februar 2006 vollendete -Übernahme der in Greenville (South Carolina) ansässigen The Liberty Corporation mit 15 Stationen im Süden und Westen der USA für rund eine Milliarde US-Dollar. Kurze Zeit später wurden aber auch einige Sender (zumeist aus dem Vorbestand der Raycom) veräußert. Im November 2007 gab Raycom die Absicht zur Übernahme der TV-Sparte von Lincoln Financial Media, einem Tochterunternehmen des Versicherungs- und Investmentkonzerns Lincoln National Corporation, bekannt. Das 583 Millionen Dollar schwere Geschäft umfasste fünf Fernsehsender sowie das Unternehmen Lincoln Financial Sports und wurde zum Jahresbeginn 2008 abgeschlossen.

### Raycom Sports
Raycom Sports wurde 1979 von dem Ehepaar Nick und Dee Ray gegründet. Anfang der 1980er Jahre gingen sie ein Joint-Venture mit Jefferson-Pilot ein unter Umfirmierung zu Raycom/JP Sports. Zunächst wurden hauptsächlich Übertragungsrechte der Basket- und Footballwettkämpfe zwischen Universitätscolleges vermarktet. Nach Übernahme von Jefferson-Pilot durch Lincoln Financial, woraus Lincoln Financial Media entstand, wurde das Gemeinschaftsunternehmen umfirmiert zu Raycom/LF Sports. Im Unterschied zu anderen Rechtevermarktern kontrollierte das Unternehmen auch den Großteil der Werbung in den übertragenen Sendungen und bezahlte im Gegenzug die lokalen Abnehmer für die Ausstrahlung. Diese Strategie war risikoreicher, führte aber letztendlich zu großen wirtschaftlichen Erfolgen. Nach der 1994 erfolgten Fusion von Raycom Sports mit Ellis Communications und der Übernahme von Ellis durch ein von Retirement Systems of Alabama finanziertes Medienunternehmen blieb Raycom Sports jeweils eine eigenständige Geschäftseinheit; schließlich wurde der Name Raycom für die gesamte Mediengruppe übernommen.

### Übernahme durch Gray Television
2019 wurde Raycom Media von Gray Television übernommen.

## Sender
Der von 1960 bis 1962 errichtete Raycom America Tower Cape Girardeau, ein Raycom Media gehörender Sendemast der Lokalfernsehgesellschaft KFVS in Cape Girardeau im Bundesstaat Missouri, ist 511,1 Meter hoch. Er war damit zum Zeitpunkt seiner Fertigstellung das höchste Bauwerk der Erde; noch heute (Anfang 2009) ist er das siebthöchste Bauwerk der Welt. Die von ihm ausgestrahlten Programme können nicht nur in Missouri, sondern auch in Teilen von Illinois, Kentucky, Tennessee und Arkansas empfangen werden.
Auch das höchste Bauwerk im Bundesstaat Ohio, der 1983 errichtete und 438 Meter hohe Sendemast WNWO Tower in Jerusalem (Ohio), gehört seit der Fusion von Malrite Communications mit Raycom der Raycom Media.